# 客田镇
客田镇，是中华人民共和国贵州省铜仁市沿河土家族自治县下辖的一个乡镇级行政单位。

## 行政区划
客田镇下辖以下地区：
客田村、隘头村、坝头山村、垢山村、蒲井村、四坪村、红溪村、黄家村、冯家村和大兴村。